# Vigilență armată
Starea de vigilență armată  reprezintă un concept intermediar între starea de pace și starea de război.
Perspectiva unui război de mare intensitate, pe scară largă și cu durată mare, impune un timp de pregătire și de restructurare de ani de zile, de care nu dispune nici un actor statal confruntat cu izbucnirea unui război. Având o relevanță inclusiv juridică, acest concept al stării de vigilență armată reprezintă un fundament în baza căruia un stat poate să declanșeze, din timp, proceduri și evoluții spre pregătirea pentru starea de război, cu o dinamică planificată și gândită corespunzător:
- creștere numerică a a armatei naționale,[1] precum și a altor forțe integrate în domenul securității naționale la nivelurile necesare[2]
- creștere a starii de pregătire a armatei[1] și de antrenare a capacităților militare[2]
- reverificare și aducere la zi a conținutului depozitelor militare[1]
- relansare a producției militare de serie mare[1]
- reconversie a industriei de apărare pentru a face față unei producții de război.[1]

Starea de vigilență armată se poate activa oricând există premisele și perspectiva unui război și nu numai în cazul în care există o amenințare iminentă sau pornește confruntarea propriu-zisă.
Este în același timp și un instrument de descurajare militară⁠(en)[traduceți].